# Ziegelbach (Reuss)
Der Ziegelbach ist ein 2,2 Kilometer langer rechter Zufluss der Reuss in den Gemeinden Oberwil-Lieli, Berikon, Zufikon und Unterlunkhofen im Schweizer Kanton Aargau. Er entwässert ein rund 64 Hektaren grosses Gebiet am Westhang des Holzbirrlibergs. 

## Geographie

### Verlauf
Der Bach entspringt eingedolt auf 561 m ü. M. beim Quartier Bündtenmättli der Gemeinde Oberwil-Lieli. Nach 400 Meter langem Lauf in nordwestliche Richtung tritt der Bach an die Oberfläche und wendet sich gegen Südwesten. Er bildet hier zuerst die Gemeindegrenze zu Berikon, danach die zu Zufikon. Er erreicht nun das Waldgebiet Hard, wo sich der Bach ein kleines Tobel geschaffen hat, und überwindet dabei fast 100 Höhenmeter. Am Ende des Tobels tritt er ganz auf Zufiker Gebiet über. Er verlässt das Waldstück wenig später, durchfliesst für etwa 200 Meter die Felder in der Flur Talachere und durchquert einen kurzen Abschnitt des Nüeschwalds, nachdem er einen Moränenwall durchbrochen hat. Hier nimmt er den einzigen Zufluss, den Bach Paradies auf, und unterquert die Nebenstrasse zwischen Zufikon und Unterlunkhofen, um nur kurz danach auf 380 m ü. M. in die hier zum Flachsee aufgestaute Reuss zu münden.

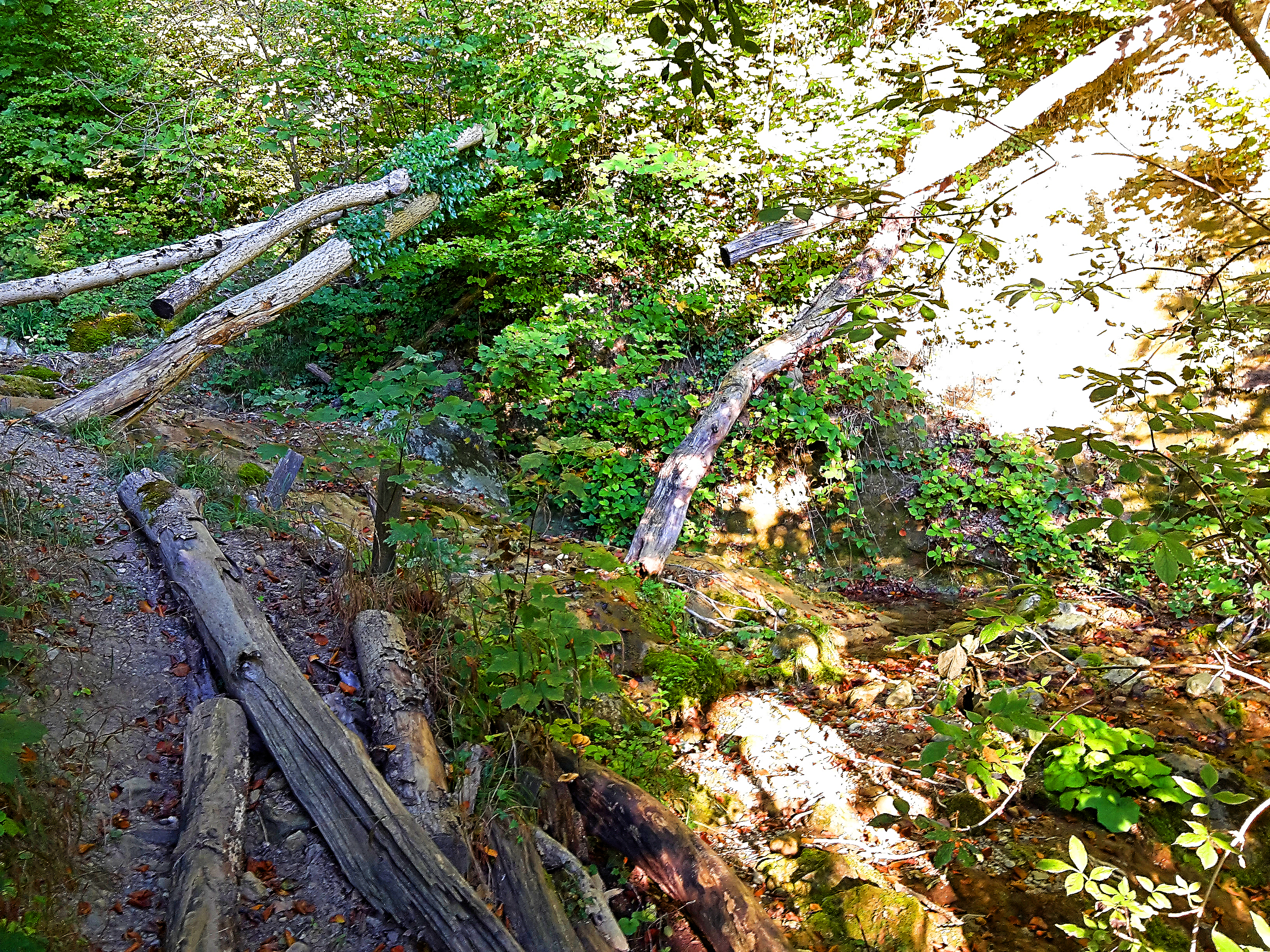
Ziegelbach-Tobel im Waldgebiet Hard

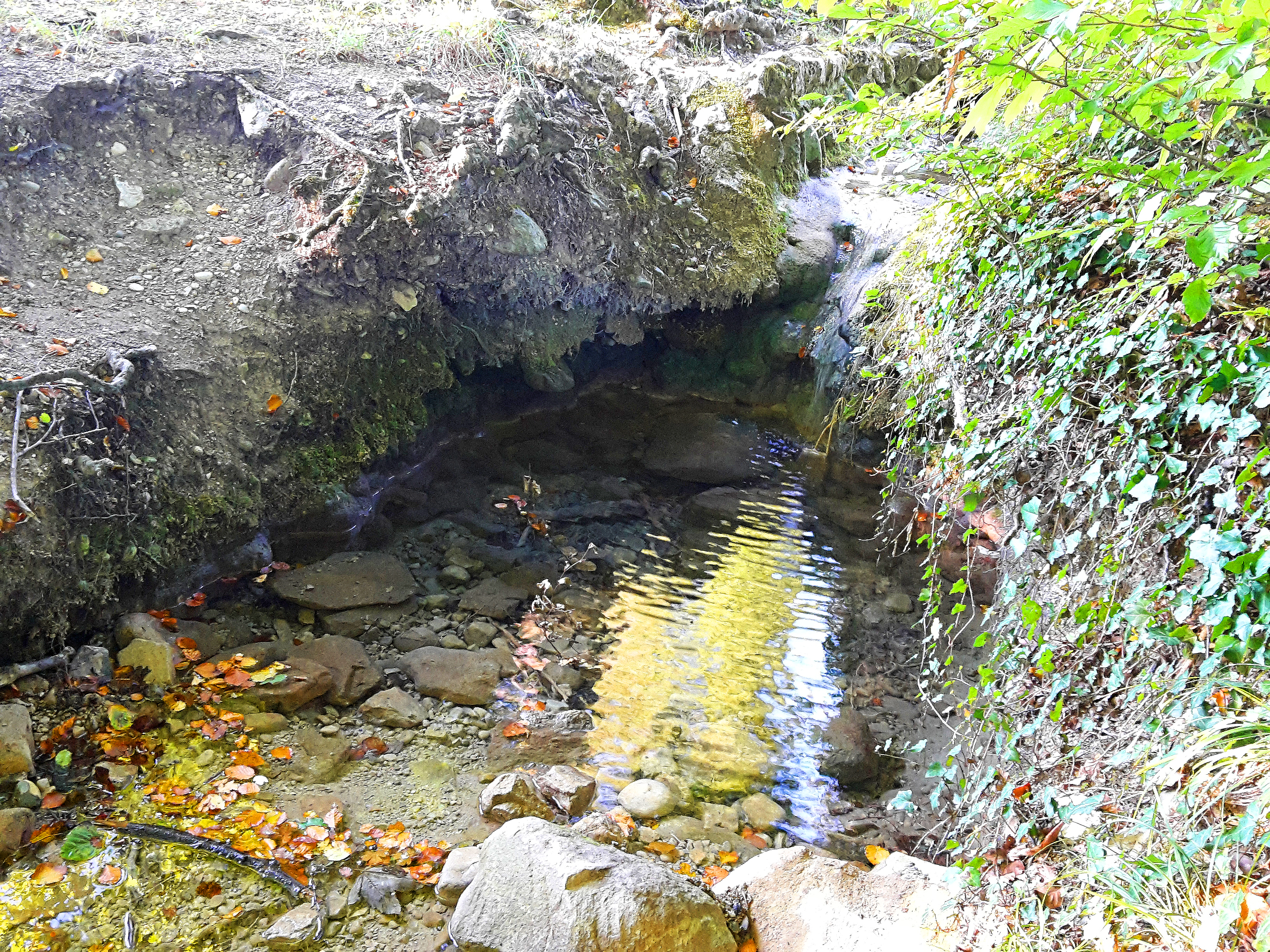
Ziegelbach bei Talachere

### Einzugsgebiet
Das 0,64 km² grosse Einzugsgebiet umfasst kleine Teile des Bezirks Bremgarten und besteht zu 72,7 % aus landwirtschaftlicher Fläche, 19,7 % naturnahe Fläche und Wald sowie 7,6 % bebauter Fläche. Der höchste Punkt des Einzugsgebietes wird mit 593 m ü. M. bei der Flur Im Falter erreicht, die durchschnittliche Höhe beträgt 507 m ü. M.
Im Norden liegt das Einzugsgebiet des Chräenbüelbachs und im Süden das des Oberwiler Dorfbachs, welche beide ebenfalls in die Reuss entwässern.